# Jordi Bes Ginesta
Jordi „Toti“ Bes (i) Ginesta  (* 21. März 1975 in Girona) ist ein spanischer Skibergsteiger.
Bes begann 1992 mit dem Skibergsteigen und nahm 1993 mit der Teilnahme an der Pala Sarraera an seinem ersten Wettkampf teil. Seit 1995 ist er Mitglied der spanischen Nationalmannschaft Skibergsteigen. 1996 belegte er bei der Pierra Menta den 15. Platz. Seine Schwester Cristina ist ebenfalls erfolgreiche Skibergsteigerin.

## Erfolge (Auswahl)
- 2002:
  - 1. Platz bei der Spanischen Meisterschaft Team (mit Manuel Pérez Brunicardi)
  - 2. Platz bei der Spanischen Meisterschaft Einzel
  - 2. Platz beim Spanien-Cup

- 2003:
  - 1. Platz bei der Spanischen Meisterschaft Team (mit Manuel Pérez Brunicardi)
  - 2. Platz bei der Spanischen Meisterschaft Einzel
  - 4. Platz beim Spanien-Cup
  - 7. Platz beim Europacup Team (mit Manuel Pérez Brunicardi)

- 2005:
  - 1. Platz bei der Spanischen Meisterschaft Team (mit Alfons Gastón)
  - 3. Platz bei der Spanischen Meisterschaft Einzel

- 2006: 2. Platz bei der Spanischen Meisterschaft Einzel

- 2007:
  - 10. Platz Europameisterschaft Skibergsteigen Team mit Manuel Pérez Brunicardi
  - 10. Platz bei der Pierra Menta mit Marc Solá Pastoret

- 2008: 5. Platz bei der Weltmeisterschaft im Skibergsteigen Team mit Martín de Villa